# Tilman Koops
Tilman Koops (* 28. November 1943 in Klettwitz) ist ein deutscher Archivar und Historiker.
Koops studierte von 1963 bis 1968 die Fächer Geschichte, Latein und Philosophie an den Universitäten Kiel und Tübingen. 1968 erfolgte die Promotion. Anschließend war er bis 1969 Verwalter einer wissenschaftlichen Assistentenstelle im Historischen Seminar der Universität Kiel und von 1969 bis 1976 Mitarbeiter der Edition Akten der Reichskanzlei. Weimarer Republik im Bundesarchiv. 1976 wurde er in das Bundesarchiv übernommen. Von 1967 bis 1969 hatte er einen Lehrauftrag für Zeitgeschichte an der Muthesius-Werkkunstschule in Kiel, von 1973 bis 1976 folgte ein Lehrauftrag für Zeitgeschichte an der TH Darmstadt und schließlich von 1975 bis 1976 ein Lehrauftrag für Neuere Geschichte an der Universität Trier. Koops arbeitete als Archivoberrat am Bundesarchiv Koblenz und war Referatsleiter für wissenschaftliche Forschung und Publikationen. Seit 2008 lehrt er als Honorarprofessor an der Universität Koblenz.
Sein Forschungsschwerpunkt ist die Geschichte der Weimarer Republik.

## Schriften (Auswahl)
- Hrsg. mit Martin Vogt: Akten der Reichskanzlei, Weimarer Republik. Ergebnisse einer Tagung des Bundesarchivs zum Abschluß der Edition, 28. bis 29. Juni 1991 in Koblenz. Koblenz 1997.
- Hrsg. mit Martin Vogt: Das Rheinland in zwei Nachkriegszeiten. 1919–1930 und 1945–1949. Ergebnisse einer Tagung des Bundesarchivs in der Universität Trier vom 12. bis 14. Oktober 1994. Koblenz 1995.
- Bearb.: Akten der Reichskanzlei. Weimarer Republik. Die Kabinette Brüning I u. II: 30. März 1930 bis 10. Oktober 1931, 10. Oktober 1931 bis 1. Juni 1932. Bd. 3: 10. Oktober 1931 bis 30. Mai 1932. Dokumente Nr. 515 bis 774. Boppard 1990.
- Hrsg. mit Heinz Boberach: Erinnerungsstätte für die Freiheitsbewegungen in der deutschen Geschichte. Katalog der ständigen Ausstellung. Bundesarchiv, Außenstelle Rastatt. Koblenz 1984.
- Bearb.: Akten der Reichskanzlei. Weimarer Republik. Die Kabinette Brüning I und II: 30. März 1930 bis 10. Oktober 1931, 10. Oktober 1931 bis 1. Juni 1932. Bd. 1: 30. März 1930 bis 28. Februar 1931: Dokumente Nr. 1–252. Bd. 2: 1. März 1931 bis 10. Oktober 1931: Dokumente Nr. 253–514. Boppard 1982.
- Die Lehre vom Widerstandsrecht des Volkes gegen die weltliche Obrigkeit in der lutherischen Theologie des 16. und 17. Jahrhunderts. Kiel 1970.